# سانتا مونیکا (کالیفرنیا)
سانتا مونیکا (به انگلیسی: Santa Monica) یکی از شهرهای کوچک ایالت کالیفرنیا در کشور آمریکا است و در غرب کلانشهر لس آنجلس و در شهرستان لس‌آنجلس واقع شده است.
بر اساس تخمین سرشماری سال ۲۰۰۷ میلادی، ۹۱٬۱۲۴ نفر در سانتا مونیکا ساکن هستند.
این شهر به جهت سواحل زیبایش، تابستان هر سال میزبان گردشگران زیادی است. از شرکت‌هایی که در این شهرستان وجود دارد می‌توان اکتیویژن بلیزارد را نام برد.
همچنین خانه ترور فیلیپس در بازی اتومبیل دزدی بزرگ ۵ در منطقه سانتا مونیکا لس آنجلس قرار گرفته است.